# Air France-KLM
Air France-KLM S.A. er et franskbaseret holdingselskab, der er resultatet af den i 2004 gennemførte fusion af Frankrigs og Nederlandenes nationale flyselskaber Air France og KLM. Selskabet har sit hovedkvarter i Aéroport Paris-Charles de Gaulle nær Paris, Frankrig, og er noteret på Euronext. Målt på såvel samlet omsætning og antal passagerkilometer er det verdens største flyselskab. Administrerende direktør er fra 2009 Pierre-Henri Gourgeon.
Fusionen blev offentliggjort den 30. september 2003 og fuldført den 5. maj 2004. De to selskaber flyver dog stadig under hvert deres navn, men det er ikke sikkert, at det bliver ved med at være sådan. Den franske stat ejer 44% af det fusionerede selskab. Begge selskaber er medlem af SkyTeam-alliancen. Paris-Charles de Gaulle og Amsterdam Schiphol Airport er selskabets primære hubs.
- Airbus A320 fra Air France under landing i London Heathrow Airport
- KLM's (PH-BUN) Boeing 747 fly på Schiphol Airport i Amsterdam